# Jardinería

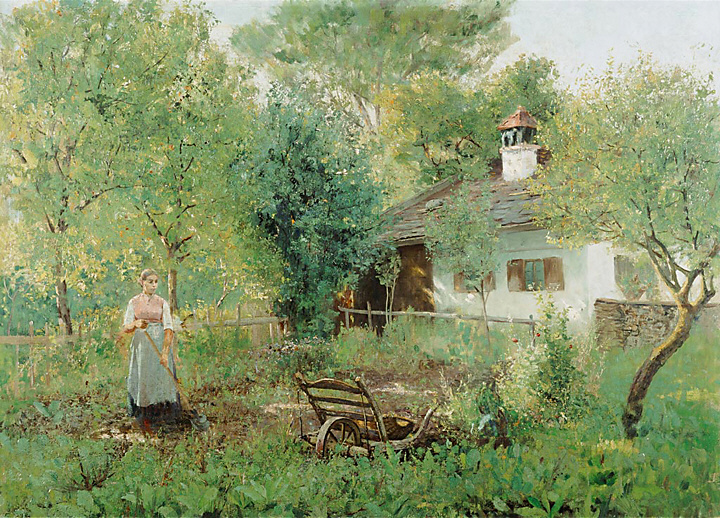
Johann Sperl Muchachas en el jardín del agricultor, 1885

La jardinería es el proceso de cultivar plantas por su aspecto, frutos, verduras, flores, o hierbas, dentro de un espacio determinado. Consiste en cultivar, tanto en un espacio abierto como cerrado (canteros), flores, árboles, hortalizas, o verduras (huertos), ya sea por estética, por gusto o para la alimentación.
El término "jardín", conocido desde el siglo XII, parece provenir del compuesto latino-germánico hortus gardinus que significa, literalmente, "jardín rodeado de una valla", del latín hortus, jardín fráncico, o gart o gardo "cerrado", como si el jardín tuviera que defenderse contra los animales e incluso de los ladrones.
La jardinería también puede considerarse como expresiones estéticas de belleza a través del arte y la naturaleza, y en ocasiones como una muestra de estatus u orgullo nacional.

## Definiciones
El término "jardinería" se conoce desde finales del siglo XIII (con él se designaba el conjunto de los jardines). Pero adquiere su rango de nobleza con el célebre tratado publicado por vez primera en 1709 titulado "Teoría y Práctica de la Jardinería", de Dézallier d’Argenville, abogado y secretario del rey, gran amante de los jardines. Hizo una síntesis de los conocimientos del Gran Siglo para el arte de los jardines y para las técnicas hortícolas. Por otra parte, Olivier de Serres, agrónomo, escribió en 1599 «El Teatro de la Agricultura y Cuidado de los Campos» detallando todo lo que se necesita para cuidar, enriquecer y embellecer la casa rústica. Se trata, indudablemente, de un manual agrícola en el que se explica la manera de gestionar una propiedad rural (la propiedad de O. de Serres era de 150 ha.) y en el que la finalidad económica primaba sobre el hecho estético y el placer, pero la obra contiene un capítulo titulado «La Jardinería», con unos subtítulos: «Para tener Hierbas y Frutos: las Hierbas y flores olorosas: las Hierbas medicinales: los Frutos de los Árboles: el Azafrán, el Lino, el Cáñamo, la Granza, los Cardos, los Rozeaux y, además: la Manera de hacer las Conservas para la conservación de los frutos en general».
El término jardinería se usa, especialmente, para el uso, goce y consumición de los particulares mientras que el término horticultura designa la actividad profesional dedicada a la producción de frutos, flores, legumbres y otros productos vegetales. Sus principales denominaciones son: la horticultura para las legumbres, fruticultura para los frutos, floricultura para las flores y arboricultura para los árboles y arbustos. Pese a todo, puede ser utilizado para actividades de tipo lucrativo, si la producción no es muy importante, por ejemplo, cuando un horticultor vende, directamente, en un mercado. Esta situación es corriente en países donde los mercados continúan abasteciéndose por medio de pequeños productores que podrían denominarse "jardineros".
La diferencia entre la jardinería y la horticultura es una diferencia de valores y de medios: la jardinería puede ser un entretenimiento o un medio para complementar los ingresos, mientras que la agricultura o la horticultura se inscriben en los grandes circuitos económicos, con grandes superficies, cantidades y prácticas bien diferentes. La jardinería requiere, casi siempre, la mano de obra y utiliza poco capital y medios mecánicos, son típicos algunos útiles: una pala, un rastrillo, una cesta, una regadera, una carretilla. En comparación, la agricultura se sirve de tractores, segadoras, fertilizantes químicos, sistemas de irrigación, etc.
La jardinería está asociada, generalmente, al cuidado de un jardín, no solo a su creación. Se habla de paisajismo, o de arquitectura de jardín, cuando se trata del arte de pensar o crear un jardín. Es preciso recordar que este término no existía en la época de André Le Nôtre, no se hablaba de paisajismo se utilizaba solo el término de jardinismo. Por último, es interesante constatar que, un determinado grupo de paisajistas contemporáneos prefieren el término "jardinero-paisajista". El más conocido es Gilles Clément, autor del Jardín Planetario. Esto denota, evidentemente, una determinada filosofía con respecto a la naturaleza, respeto a sus ritmos, y la economía de medios, de energías y recursos que caracterizan a la jardinería: el jardinero ¿no es el que hace suya la divisa Semper festina lente (crece lentamente)?

## Historia

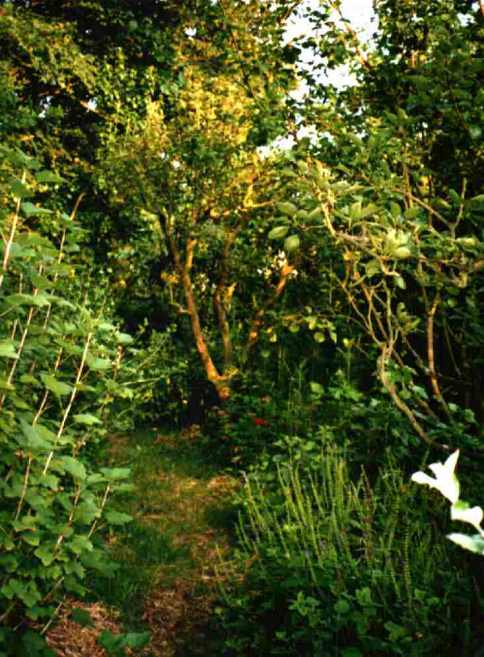
Jardín forestal de Robert Hart en Shropshire, Inglaterra.

### Antigüedad
La jardinería forestal, un sistema de producción de alimentos basado en el bosque, es la forma de jardinería más antigua del mundo. Los jardines forestales se originaron en la época prehistórica a lo largo de las riberas de los ríos cubiertos de selva y en las húmedas estribaciones de las regiones monzónicas. En el proceso gradual de las familias para mejorar su entorno inmediato, se identificaron, protegieron y mejoraron las especies útiles de árboles y vides, mientras que se eliminaron las especies indeseables. Con el tiempo, también se seleccionaron e incorporaron a los jardines especies foráneas.
Tras la aparición de las primeras civilizaciones, los individuos ricos comenzaron a crear jardines con fines estéticos. Las pinturas de las tumbas del Antiguo Egipto del Reino Nuevo (alrededor del año 1500 a. C.) proporcionan algunas de las primeras evidencias físicas de la horticultura ornamental y el diseño del paisaje; representan estanques de lotos rodeados de hileras simétricas de acacias y palmeras. Un ejemplo notable de jardines ornamentales antiguos fueron los Jardines Colgantes de Babilonia -una de las Siete Maravillas del Mundo Antiguo-, mientras que la antigua Roma tenía decenas de jardines.
Los antiguos egipcios ricos utilizaban los jardines para dar sombra. Los egipcios asociaban los árboles y los jardines con los dioses, creyendo que sus deidades se complacían con los jardines. Los jardines del antiguo Egipto solían estar rodeados de muros con árboles plantados en hileras. Entre las especies más populares que se plantaban estaban las palmeras datileras, los sicomoros, los higos, los nogales y los sauces. Estos jardines eran un signo de mayor estatus socioeconómico. Además, los antiguos egipcios ricos cultivaban viñedos, ya que el vino era un signo de las clases sociales más altas. Las rosas, las amapolas, las daisies y los irises también podían encontrarse en los jardines de los egipcios.
Asiria también era famosa por sus hermosos jardines. Estos solían ser amplios y grandes, y algunos de ellos se utilizaban para la caza -como un coto de caza actual- y otros como jardines de ocio. [Los cupresos y las palmeras eran algunos de los árboles más plantados.
También había jardines en el Kush. En Musawwarat es-Sufra, el Gran Recinto fechado en el siglo III incluía espléndidos jardines.
Los jardines de los antiguos romanos estaban dispuestos con setos y enredaderas y contenían una gran variedad de flores-acanthus, acianos, crocus, ciclamen, jacinto, iris, hiedra, lavanda, lirios, mirto, narcisos, amapola, romero y violetas, así como estatuas y esculturas. Los parterres eran populares en los patios de los romanos ricos.

### Edad Media

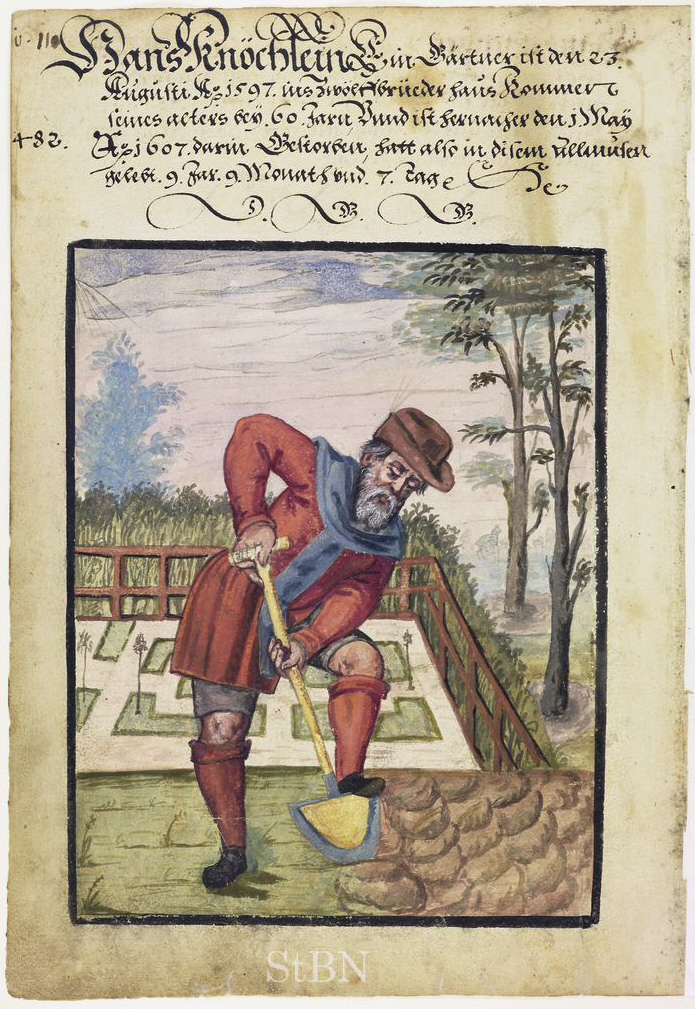
Un jardinero trabajando, 1607.

La Edad Media representa un periodo de declive de los jardines con fines estéticos. Después de la caída de Roma, la jardinería se realizó con el fin de cultivar hierbas medicinales y/o decorar los altares de las iglesias. Los monasterios mantuvieron una tradición de diseño de jardines y de técnicas hortícolas intensas durante el periodo medieval en Europa. Por lo general, los tipos de jardines monásticos consistían en huertos, jardines de enfermería, huertos de cementerio, garajes de claustro y viñedos. Los monasterios individuales también podían tener un "patio verde", una parcela de hierba y árboles donde podían pastar los caballos, así como un jardín del bodeguero o jardines privados para los obedienciarios, monjes que ocupaban puestos específicos dentro del monasterio.
Los jardines islámicos se construían siguiendo el modelo de los jardines persas y solían estar cerrados por muros y divididos en cuatro por cursos de agua. Normalmente, el centro del jardín tenía un estanque reflectante o un pabellón. Los jardines islámicos se caracterizan por los mosaicos y los azulejos utilizados para decorar los arroyos y las fuentes que se construían en estos jardines.
A finales del siglo XIII, los europeos ricos empezaron a cultivar jardines para el ocio y para obtener hierbas medicinales y verduras. Rodeaban los jardines con muros para protegerlos de los animales y para proporcionar aislamiento. Durante los dos siglos siguientes, los europeos comenzaron a plantar césped y a levantar parterres y enrejados de rosas. Los árboles frutales eran comunes en estos jardines y también en algunos había asientos de césped. Al mismo tiempo, los jardines de los monasterios eran un lugar para cultivar flores y hierbas medicinales, pero también eran un espacio donde los monjes podían disfrutar de la naturaleza y relajarse.
Los jardines de los siglos XVI y XVII eran simétricos, proporcionados y equilibrados con una apariencia más clásica. La mayoría de estos jardines se construían en torno a un eje central y estaban divididos en diferentes partes por setos. Lo habitual era que los jardines tuvieran parterres dispuestos en cuadrados y separados por caminos de grava.
Los jardines del Renacimiento se adornaban con esculturas, topiaria y fuentes. En el siglo XVII, los jardines de nudos se hicieron populares junto con los laberintos de setos. En esta época, los europeos comenzaron a plantar nuevas flores como tulipanes, caléndulas y girasoles.

### Jardines de casa de campo

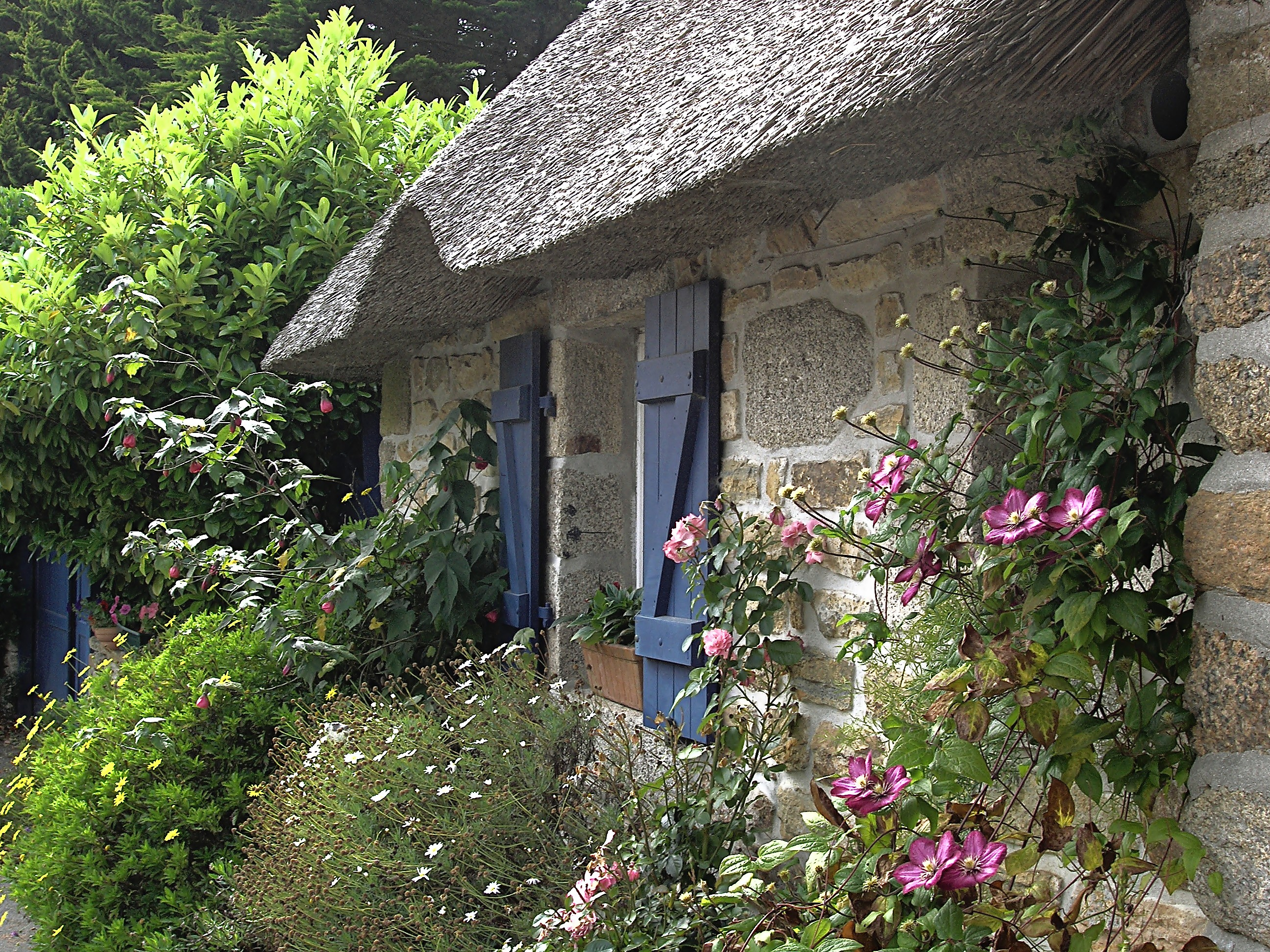
Un jardín de casa de campo en Bretaña

Los jardines de las casas de campo, que surgieron en la época isabelina, parecen haberse originado como una fuente local de hierbas y frutas. Una de las teorías es que surgieron a raíz de la Peste Negra de la década de 1340, cuando la muerte de tantos jornaleros hizo que hubiera tierras disponibles para pequeñas casas de campo con jardines personales. Según la leyenda de origen de finales del siglo XIX, estos jardines fueron creados originalmente por los trabajadores que vivían en las cabañas de los pueblos, para proveerlos de alimentos y hierbas, con flores plantadas entre ellos para la decoración. Los trabajadores agrícolas disponían de cabañas de calidad arquitectónica situadas en un pequeño jardín -de aproximadamente 1 acre (0,4 ha)- donde podían cultivar alimentos y criar cerdos y gallinas.
Los auténticos jardines del yeoman cottager habrían incluido una colmena y ganado, y frecuentemente un cerdo y una pocilga, junto con un pozo. El campesino de la época medieval estaba más interesado en la carne que en las flores, y las hierbas se cultivaban para su uso medicinal más que por su belleza. En la época isabelina había más prosperidad y, por tanto, más espacio para cultivar flores. Incluso las primeras flores de los jardines domésticos tenían un uso práctico: las violetas se esparcían por el suelo (por su agradable aroma y para mantener alejadas a las alimañas); la caléndula y la primrosas eran atractivas y se utilizaban en la cocina. Otras, como el guillermo dulce y la malvarrosa, se cultivaban exclusivamente por su belleza.

### SigloXVIII

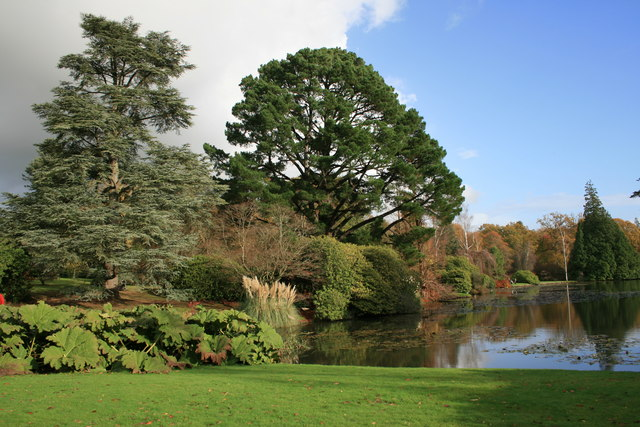
Jardín parque Sheffield, un jardín paisajístico diseñado originalmente en el por Capability Brown.

En el siglo XVIII, los jardines se diseñaban de forma más natural, sin muros. Este estilo de hierba lisa y ondulada, que discurría en línea recta hasta la casa, macizos, cinturones y dispersión de árboles y sus lagos serpenteantes formados por pequeños ríos embalsados de forma invisible, constituían un nuevo estilo dentro del paisaje inglés, una forma de paisajismo "sin jardín", que barría con casi todos los restos de los estilos formales anteriores. El jardín paisajístico inglés solía incluir un lago, céspedes situados frente a arboledas, y a menudo contenía arbustos, grutas, pabellones, puentes y follies como templos falsos, ruinas góticas, puentes y otra arquitectura pintoresca, diseñados para recrear un paisaje pastoral idílico. Este nuevo estilo surgió en Inglaterra a principios del siglo XVIII, y se extendió por Europa, sustituyendo al más formal y simétrico jardín a la francesa del siglo XVII como principal estilo de jardinería de Europa. El jardín inglés presentaba una visión idealizada de la naturaleza. A menudo se inspiraban en las pinturas de paisajes de Claude Lorraine y Nicolas Poussin, y algunos estaban influenciados por los clásicos jardines chinos de Oriente, que habían sido descritos recientemente por viajeros europeos. La obra de Lancelot 'Capability' Brown fue especialmente influyente. Además, en 1804 se formó la Sociedad de Horticultura.
Los jardines del siglo XIX contaban con plantas como el araña o el pino chileno. También es la época en la que evolucionó el llamado estilo "gardenesco" de los jardines. Estos jardines mostraban una gran variedad de flores en un espacio bastante reducido. Los jardines de rocas aumentaron su popularidad en el siglo XIX.
India: En la India, en la antigüedad, se utilizaban patrones de geometría sagrada y mandalas para diseñar sus jardines. Los distintos patrones de los mandalas denotaban deidades específicas, planetas o incluso constelaciones. Un jardín de este tipo también se denominaba "Mandala Vaatika". La palabra "Vaatika" puede significar jardín, plantación o parterre.

## Aspectos sociales y políticos

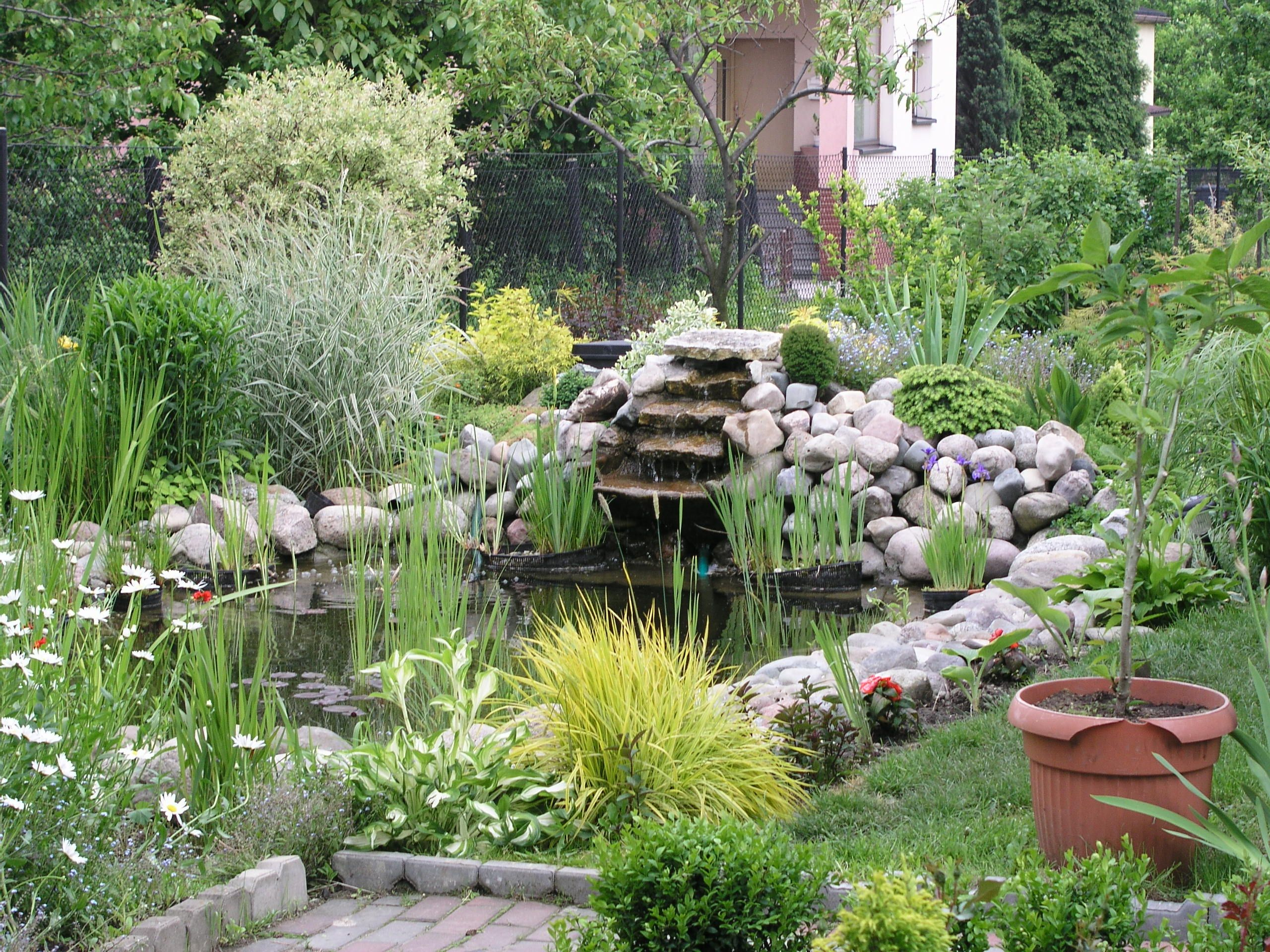
Jardín acuático

Desde el nacimiento de la jardinería se pueden constatar los primeros signos de sedentarismo de seres humanos con intereses económicos en la jardinería, pero aquí se trata de evaluar los primeros pasos de su nacimiento en el Antiguo Egipto que tenían una connotación política y social. La fecha elegida puede explicarse por el hecho de que el nacimiento de esta cultura y la jardinería denotan, ambas, un mismo factor: un aumento de la prosperidad. Esto permite la utilización de tierras, tiempo y técnicas agrícolas más por razones de estética y entretenimiento que de otra índole. A partir de este momento es cuando se puede empezar a hablar de jardinería propiamente dicha. Los jardines permiten demostrar, a algunos, su prosperidad, lo que demuestra que la jardinería juega también, en cierto sentido, un papel sociopolítico.
Este cometido va creciendo con el tiempo. En Europa y en América del Norte, la gente pone de manifiesto sus opiniones políticas o sociales en el jardín, de manera intencionada o no. Por ejemplo, el mensaje político de los partidos ecologistas, o algunas ONG, como Greenpeace aconsejando los jardines silvestres y en contra de los prolijos céspedes bien verdes.
Como todas las actividades humanas en las sociedades occidentales, la jardinería no escapa a un cierto mercantilismo y toda una actividad económica se desarrolla alrededor de esta práctica. En su origen sustentada por el comercio del grano, la comercialización de las plantas y granos se incrementa asegurada por la jardinería a la que acompaña una oferta de accesorios y productos de tratamientos diversos que forman parte, en la actualidad, del paisaje de las zonas comerciales y de las grandes ciudades. Viveros y empresas dedicadas a los espacios verdes completan la oferta de servicios accesibles al particular.

## Democratizar el acceso a un jardín
Aunque se puede admitir que, por lo general, la jardinería ha estado al alcance de las clases sociales superiores, no se puede decir lo mismo respecto al resto de la sociedad. A medida que va creciendo la prosperidad, los marginados de la jardinería reivindican sus derechos. En Europa, más en concreto en España, en el siglo XVI bajo los postulados del Renacimiento se construyó el primer jardín público del continente, en unos terrenos hasta entonces inundables en el centro de la ciudad de Sevilla conocidos como "la Laguna". En el lugar se abrieron acequias para drenarlo y se concibió un gran jardín público arbolado, con fuentes, un monumento y esculturas que todavía se conserva, es la Alameda de Hércules (1574). Más tarde, se puede decir que fue Inglaterra, durante la época victoriana, el país en el que el Estado empezó a conceder tierras para la construcción de jardines públicos. 
Actualmente, y en Europa en particular, ante la falta, cada vez más creciente, de terrenos vírgenes, especialmente en las ciudades y alrededor de las mismas, un jardín es casi un lujo. Pero se pueden conseguir ingresos suplementarios para las personas menos favorecidas, impulsando la utilización de las tecnologías intermediarias (sobre todo la jardinería ecológica). Los jardines comunitarios que ofrecen el acceso a la jardinería para los ciudadanos, han conseguido, así como con las ideas para este tipo de jardines, poder alimentar hasta 100 ciudadanos.
En algunos países otros movimientos se han puesto en práctica, tales como el Slow Food, que han propuesto, por ejemplo, la creación de jardines alimentarios en las escuelas.

## La biodiversidad
Tras los estragos que la era postindustrial ha causado en la naturaleza, los movimientos político-ecologistas y sus derivados, han ejercido su influencia sobre el campo de la jardinería (también sobre la arquitectura y la vida en general). Así han nacido los jardines silvestres (o jardines naturales), de modo que las plantas ornamentales y los frutos se cultivan junto con las especies nativas. Las especies cultivadas se incluyen en una especie de ecología natural preexistente, no perturbándola, todo lo contrario, favoreciéndose con el proceso de la jardinería. Como en otras formas de jardinería, estos jardines juegan un papel central decidiendo lo que es correcto, sin otras coacciones.
Los jardines silvestres son, por definición, ejemplo de una jardinería que sabe administrar los recursos del agua, dado que las especies naturales presentes en una ecorregión o en un microclima se adaptan por sí mismas a los recursos locales.
El césped, más que el jardín, es un punto importante en la planificación urbana, puesto que establece el derecho a la existencia de la naturaleza silvestre, antes que la naturaleza dominante. Para algunos, el derecho a aceptar en los jardines toda clase de especies, incluso las nocivas o alérgicas, representa un derecho de expresión.

## El tratamiento de los residuos
En algunas eco-construcciones, que generan por sí mismas el agua y sus residuos, las cubiertas vegetales han sido creadas. Este principio es lo más próximo al de una máquina viviente, la cual descansa sobre:
- La reproducción de residuos (abono o aguas residuales).
- Su transformación (por ejemplo en un abonador, una fosa séptica o aseos secos).
- Su esparcimiento por el suelo.
- El caldo de cultivo sobre ese mismo suelo.
- La recogida de productos que, tras su consumo, generan el abono y aguas residuales.

En la mayor parte del mundo este tipo de jardines es corriente, a pesar de la existencia de riesgos sanitarios, ya que no se utilizan las tecnologías y métodos modernos.
En China, por ejemplo, los agricultores ponen sus aseos en el exterior, en las carreteras, para favorecer su uso por parte de los turistas y abastecerse de materias orgánicas. Con este método se obtienen calorías, agua y minerales, pero choca con las consideraciones estéticas y sanitarias de la mayor parte de los occidentales que no aceptarían la utilización de los residuos humanos en sus jardines o la alimentación de los animales. Se establece, de este modo, el conflicto entre la jardinería por razones personales o estéticas y razones prácticas de producción de alimentos.
La pared de cultivo es una variación poco habitual de una máquina viviente y convertida en un jardín vertical; el agua resbala por una superficie sobre la cual se desarrolla el musgo y otras plantas, algunos insectos y bacterias, al final de la pared se forma un charco que vuelve a reinyectarse ascendiendo por la pared. Este tipo de jardín es perfecto para el interior de las habitaciones, ayuda a reducir el estrés de la vida en las zonas urbanas o sirve para aumentar el contenido en oxígeno en la atmósfera reciclada. Otros jardines de interior forman parte de los sistemas de calefacción o de aire acondicionado. La pared de cultivo o pared viva forma parte de lo que se denomina jardinería urbana.

## Aspectos culturales e históricos
El arte de la jardinería está considerado como un arte absolutamente esencial en la mayor parte de las culturas. Se conocen infinidad de evoluciones diferentes por todos los continentes e incluso por países. 

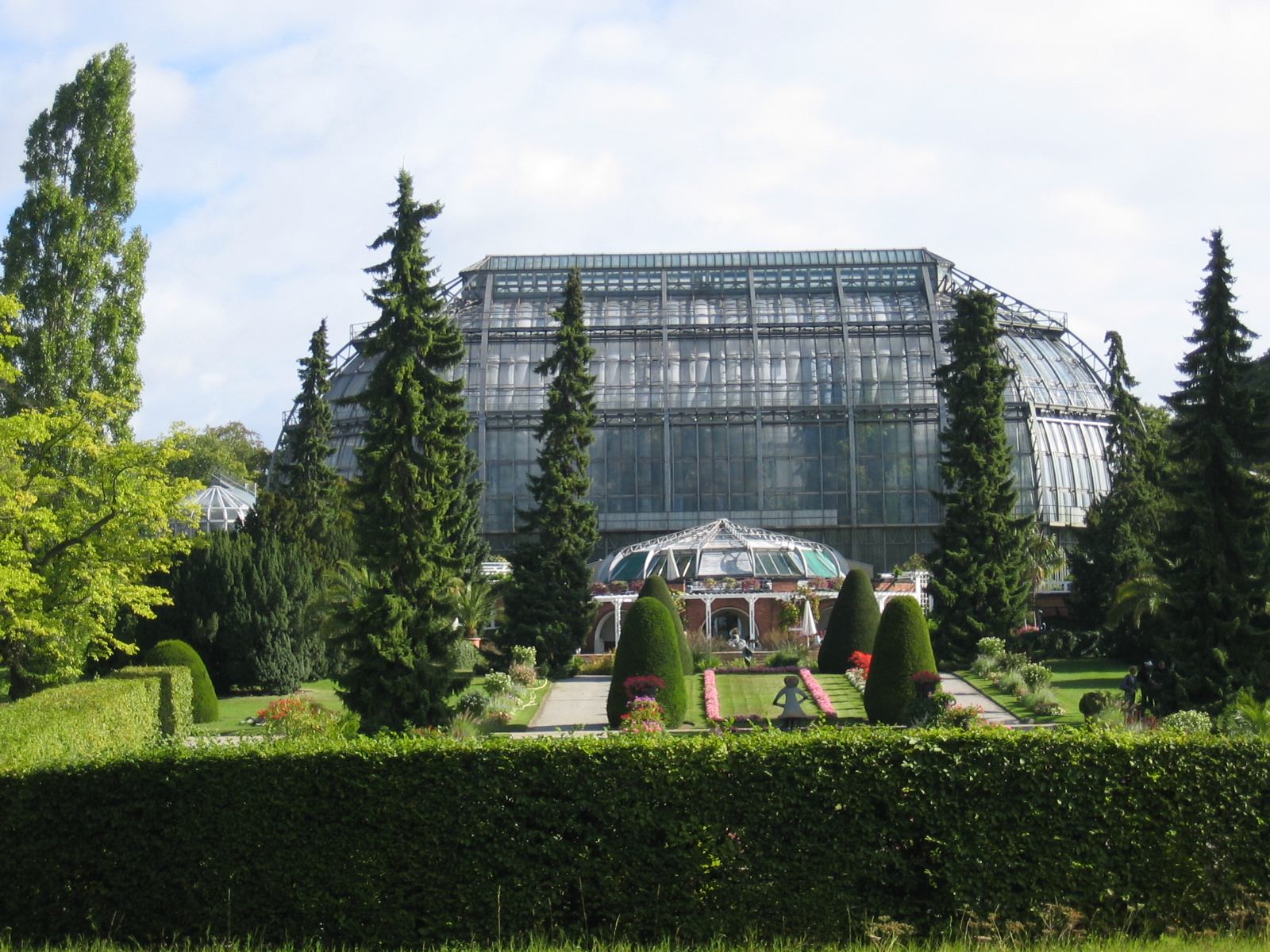
Jardín botánico de Berlín.

- Jardinería en Europa: jardines antiguos en los jardines cubiertos del siglo XXI.
- Jardinería en Asia: bonsáis en los jardines de piedra zen.
- Jardinería en América del Norte: jardines de los primeros colonos de la Casa Blanca.
- Jardinería en América del Sur: patios de los colonos españoles, jardines modernistas.
- Jardinería en el Antiguo Egipto: los primeros jardines egipcios.
- Jardinería contemporánea: análisis de la evolución de la jardinería en los últimos años.

Se observan, no obstante, dos evoluciones paralelas y perfectamente diferenciadas en la jardinería, derivadas de los principales estilos paisajísticos. Algunas culturas han desarrollado una jardinería simétrica y rectilínea, otras una jardinería espontánea y desordenada. Esta disociación tiene su explicación en la historia de la jardinería que nace, principalmente, de dos lugares: en el Egipto Antiguo y en China. La enorme diferencia climática entre ambos países provoca las dos corrientes. Las condiciones áridas del norte de África obligan a los egipcios a adaptar sus plantaciones a fin de facilitar su irrigación. Por el contrario, el clima de China, y su lujuriosa vegetación inspiran una jardinería mucho más descuidada en sus habitantes. Los griegos importaron los jardines rectilíneos a Europa, al mismo tiempo que la jardinería a la China se imponía en Asia.

## Aspectos económicos
Gracias a la reducción del tiempo de trabajo y al aumento del tiempo libre, el número de jardineros aficionados ha crecido notablemente, y el sector dedicado a la jardinería ha experimentado un incremento. Los comercios, (grandes superficies dedicadas a este sector) han proliferado o han sido ampliados gracias a la informática para jardinería. Su crecimiento es considerable.

## Sistemas de riego para jardín
Los sistemas de riego más usados comúnmente en el sector de la jardinería suelen ser los siguientes mencionados:
| - Riego con aspersores - Riego con difusores - Riego por goteo - Riego subterráneo - Riego con cintas de exudación - Riego con microaspersores | - Riego con manguera - Riego con regadera - Macetas de autorriego - Riego por surcos (por ejemplo, el huerto) - Riego a manta (por ejemplo, inundando un cantero) |